# Black Mass
Black Mass és una pel·lícula estatunidenca de 2015 dirigida per Scott Cooper, basada en la novel·la de 2001, Black Mass: The True Story of an Unholy Alliance Between the FBI and the Irish Mob escrita per Dick Lehr i Gerard O'Neill. La pel·lícula és protagonitzada per Johnny Depp, Kevin Bacon, Benedict Cumberbatch, Joel Edgerton, Peter Sarsgaard i Dakota Johnson. Ha estat doblada al català.
El rodatge va començar el 19 de maig de 2014 a Boston, i va acabar l'1 d'agost de 2014. Va ser distribuïda per Warner Bros a tot el món el 18 de setembre del 2015.
La fotografia principal de la pel·lícula va tenir lloc a Boston entre maig i agost de 2014. La pel·lícula es va estrenar al 72è Festival Internacional de Cinema de Venècia i va ser estrenada per Warner Bros. a tot el món el 18 de setembre de 2015. Va rebre crítiques generalment positives i va recaptar 100 milions de dòlars amb un pressupost de 53 milions de dòlars.

## Argument
A la dècada de 1970 a Boston, James J. Bulger, també conegut com a "Whitey" Bulger, es va convertir en un membre fundador de l'organització criminal Winter Hill, una branca de la Màfia Irlandesa. El seu ascens al món de l'inframón està facilitat per John Connolly, un amic de la infància convertit en agent de l'FBI.
La supremacia de Bulger és desafiada pels Angiulo Brothers de North End, una banda rival que forma part de la família de la màfia de Nova Anglaterra. L'agent de l'FBI John Connolly torna a la zona, després d'haver crescut al sud de Boston com a amic de Whitey i el seu germà, el president del Senat de Massachusetts William "Billy" Bulger.

## Repartiment
- Johnny Depp: James "Whitey" Bulger
- Joel Edgerton: John Connolly
- Benedict Cumberbatch: William "Billy" Bulger
- Rory Cochrane: Stephen "The Rifleman" Flemmi
- Kevin Bacon: Charles McGuire
- Jesse Plemons: Kevin Weeks
- Peter Sarsgaard: Brian Halloran
- Dakota Johnson: Lindsey Cyr
- Corey Stoll: Fred Wyshak
- David Harbour: John Morris
- Julianne Nicholson: Marianne Connolly
- Adam Scott: Robert Fitzpatrick
- Brad Carter: John McIntyre
- W. Earl Brown: Johnny Martorano
- Mark Mahoney: Mickey Maloney
- Juno Temple: Deborah Hussey
- Erica McDermott: Mary Bulger
- Bill Camp: John Callahan
- Scott Anderson: Tommy King
- David DeBeck: Roger Wheeler
- Jamie Donnelly: Ms. Cody
- Patrick M. Walsh: Michael Donahue
- Jeremy Strong: Josh Bond (no surt als crèdits)
- James Russo: Scott Garriola (no surt als crèdits)

## Producció
Barry Levinson anava a dirigir la pel·lícula basada en Whitey Bulger, el cap del crim a Boston. El guió de la pel·lícula, està basat pel llibre de Dick Lehr i Gerard O'Neill, i es diu que és una història veritable de Billy Bulger, Whitey Bulger, l'agent de l'FBI John Connolly i el programa de protecció de testimonis de l'FBI que va ser creat per J. Edgar Hoover el gener de 2014, Cooper es va unir per escriure i dirigir la pel·lícula. El 17 de febrer de 2014, Warner Bros va triar els drets de distribució a tot el món amb una data d'estrena per a octubre de 2014, i l'estudi també va cofinançar la pel·lícula amb Cross Creek. Benedict Cumberbatch reemplaçaria a Guy Pearce com a Billy Bulger, el 22 de maig de 2014. El 10 de juny es va anunciar que Jeremy Strong estaria en la pel·lícula. El 14 de juny James Russo també es va unir al ventall per interpretar Scott Garriola, un agent de l'FBI. El 26 de juny Kevin Bacon va ser incorporat al ventall per interpretar Charles McGuire. L'1 de juny David Harbour es va unir al ventall per fer de John Morris.